# Джордж Вашингтон (фильм)
«Джордж Вашингтон» (англ. George Washington) — кинофильм режиссёра Дэвида Гордона Грина, вышедший на экраны в 2000 году.Получил множество положительных отзывов от критиков, известный критик Roger Ebert нaзвaл фильм одним из 10 лучших фильмов 2000 года.

## Сюжет
Чернокожий подросток Джордж вынужден постоянно носить каску из-за чересчур тонких костей своего черепа. Вместе с друзьями он целые дни бродит по окрестностям родного городка — местным свалкам и заброшенным железнодорожным путям. Жизнь героев резко меняется после того, как один из них — Бадди — случайно погибает. Они решают никому не говорить о случившемся…

## В ролях
- Кэндис Эванофски — Наша
- Дональд Холден — Джордж
- Пол Шнайдер — Рико Райс
- Дэмиан Джуэн Ли — Вернон
- Кёртис Коттон — Бадди
- Рэйчел Хэнди — Соня
- Эдди Роуз — Дамаскус

## Награды и номинации[5]
- 2000 — приз «Открытие» на кинофестивале в Торонто.
- 2000 — приз Southeastern Media Award на кинофестивале в Атланте.
- 2000 — участие в конкурсе среди режиссёров-дебютантов на Чикагском кинофестивале.
- 2000 — 3 приза кинофестиваля в Ньюпорте: лучший драматический фильм (Дэвид Гордон Грин), лучший режиссёр (Дэвид Гордон Грин), лучший актёр (весь актёрский ансамбль).
- 2000 — приз за лучшую операторскую работу (Тим Орр) на Стокгольмском кинофестивале.
- 2000 — участие в конкурсе кинофестиваля в Салониках.
- 2000 — приз за лучший фильм на фестивале молодёжного кино в Турине.
- 2001 — 4 номинации на премию «Независимый дух»: лучший фильм (Дэвид Гордон Грин, Саша Мюллер, Лиза Мускат), лучший первый сценарий (Дэвид Гордон Грин), лучшая операторская работа (Тим Орр), лучшая дебютная роль (весь актёрский ансамбль).